# دی‌هیدروکدئین
دی‌هیدروکدئین (انگلیسی: Dihydrocodeine) نوعی مسکن اوپیوئیدی نیمه‌صناعی بوده و برای درمان موارد درد متوسط تا شدید و نیز برای درمان سرفه و تنگی نفس استفاده میشود.